# François d'Épenoux
 (septembre 2020).
 (avril 2017).
Si vous disposez d'ouvrages ou d'articles de référence ou si vous connaissez des sites web de qualité traitant du thème abordé ici, merci de compléter l'article en donnant les références utiles à sa vérifiabilité et en les liant à la section « Notes et références ».
François d'Epenoux est un écrivain français né le 26 octobre 1963 à Marseille.

## Biographie
Né en 1963, François d'Epenoux a suivi des études de droit et de communication (licence d'Information-communication, maîtrise de sciences politiques), puis un 3e cycle de journalisme à l'Institut Français de Presse, avant de bifurquer vers la publicité.  
Père de 4 enfants, il a travaillé pendant plus de 10 ans en tant que concepteur-rédacteur chez Ogilvy Action, agence de communication, qu’il quitte en septembre 2010. Depuis, il exerce le métier de CRSE (Concepteur-Rédacteur-Scénariste-Écrivain). 
Renouant avec sa formation journalistique, il a également écrit des articles pour différents supports de presse (Le Figaroscope, Cosmo, Jasmin, Quo, Men's Health) et a signé plusieurs reportages dans les revues 180°C et 12,5°. 
Parallèlement il est l’auteur, aux éditions Anne Carrière, d’un essai, de 3 récits et de 9 romans et il collabore depuis 2015 au collectif d'auteurs 13 à table ! au profit des Restos du cœur (éditions Pocket).
Deux de ses romans ont été adaptés au cinéma : Deux jours à tuer en 2008 réalisé par Jean Becker (avec Albert Dupontel, Pierre Vaneck, Marie-Josée Croze), et Les Papas du dimanche, en 2012 par Louis Becker (avec Thierry Neuvic, Olivier Baroux, Hélène Fillières).
François d'Epenoux est également co-auteur, avec son ami Frédéric Zeitoun, de deux spectacles musicaux, L'histoire enchantée du petit Juif à roulettes, joué à la Gaîté Montparnasse, au Petit Hébertot et au Grand Point-Virgule ; puis Frédéric Zeitoun, en chanteur, joué à l'Alhambra.

## Œuvres

### Romans
- Gégé (sélection finale du Prix Goncourt du premier roman), Éditions Anne Carrière, 1995 •  (ISBN 978-2-91018-841-2)
- L'importune, Éditions Anne Carrière, 1996 •  (ISBN 978-2-91018-865-8)
- Danemark espéranto, Éditions Anne Carrière, 1998 •  (ISBN 978-2-84337-056-4)
- Deux jours à tuer, Éditions Anne Carrière, 2001 •  (ISBN 978-2-84337-144-8)
- Les bobos me font mal, Éditions Anne Carrière, 2003 •  (ISBN 978-2-84337-23-91)
- Les Papas du dimanche, Éditions Anne Carrière, 2005 •  (ISBN 978-2-84337-310-7)
- Gaby, Éditions Anne Carrière, 2008 •  (ISBN 978-2-84337-373-2)
- Même pas mort, Éditions Anne Carrière, 2010 •  (ISBN 978-2-84337-575-0)
- Le Réveil du cœur (Prix Maison de la Presse 2014), Éditions Anne Carrière, 2014 •  (ISBN 978-2-84337-682-5)
- La Main sur le cœur, dans le recueil collectif 13 à table ! 2016. Paris : Pocket n° 16479, 11/2015  (ISBN 978-2-266-26373-3)
- Les Jours areuh, Éditions Anne Carrière, 2016 •  (ISBN 978-2-84337-806-5)
- Le Presque, Éditions Anne Carrière, 2018 •  (ISBN 978-2-84337-873-7)
- Les Désossés, Éditions Anne Carrière, 2020 •  (ISBN 978-2-84337-971-0)
- Le Roi-nu-pieds, Editions Anne-Carrière, 2023

## Filmographie
- 2008 : Deux jours à tuer (adaptation et dialogues avec Éric Assous et Jean Becker)
- 2011 : Bienvenue parmi nous (adaptation et dialogues du livre éponyme d'Eric Holder, en collaboration avec Jean Becker et Marie-Sabine Roger, pour le film de Jean Becker sorti le 13 juin 2012)

## Récompenses et distinctions
- Prix Lions Club International 1997, Prix Lafayette, Prix de la médiathèque de la ville de Nancy pour L'Importune
- Prix Maison de la Presse 2014 pour Le Réveil du cœur
- Nommé avec Éric Assous et Jean Becker en 2009 pour le César de la meilleure adaptation et dialogues pour Deux jours à tuer

## Adaptations de son œuvre au cinéma
- 2008 : Deux jours à tuer, film français réalisé par Jean Becker ; d'après son roman éponyme
- 2012 : Les Papas du dimanche, film français réalisé par Louis Becker ; d'après son roman éponyme